# Playboy U
Playboy U（プレイボーイ・ユー）は、雑誌「PLAYBOY」のPlayboy Enterpriseが運営する米国の学生を対象としたSNSサイトである。Playboyの運営ではあるが、ヌードはない。

## 概要
参加には米国の学生に配布される「.edu」ドメインのメールアドレスが必要。米国籍でなくても米国の学生用メールアドレスを所有していれば参加できる。
主要なサービスとしては、各ユーザーが投稿した写真やビデオが、全ユーザーのホーム画面にスライドショーとしてランダムに掲載される。

## 機能
グループ、写真や動画といった通常のSNSにあるような機能に加え、フォーラムや大学別サイトが用意されている。